# Torpedininae
Over de onderverdelingen binnen de orde Torpediniformes is geen consensus. Vaak wordt tussen het geslacht Torpedo en de familie Torpedinidae de onderfamilie Torpedininae onderscheiden. Deze onderfamilie is monotypisch, dus heeft maar één geslacht, het genus  Torpedo. Dit zijn Batoidea (Roggen) met grote borstvinnen. Van sidderroggen is bekend dat ze elektrische ontladingen (stroomschokken) kunnen afgeven met een spanning van 8 tot wel 220 volt. Deze stroomschokken gebruikt het dier zowel ter verdediging als bij de jacht, waarbij de prooi wordt verdoofd en daarna verslonden. Het Latijnse woord torpedo betekent ook verdoving of verlamming.
Het geslacht Torpedo bestaat uit 22 soorten.

## Geslacht
- Torpedo Houttuyn, 1764